# 大埔碗窰窰址

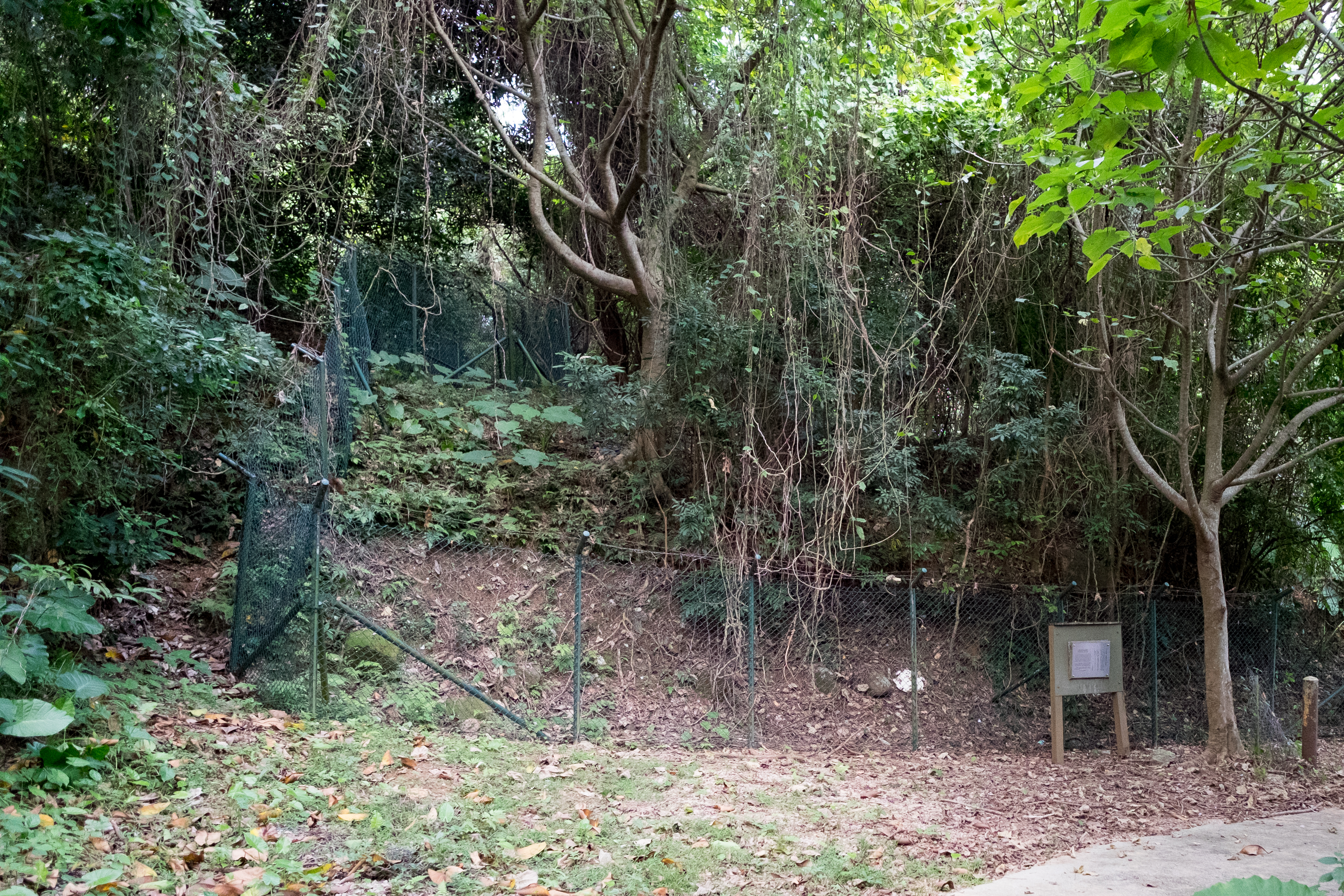
大埔碗窰窰址

大埔碗窰窰址位於香港新界大埔碗窰村，是香港法定古蹟之一。

## 歷史
大埔碗窰村一帶，水源豐富，並出產優質的瓷土礦，由明代開始，已有文、謝二族經營窰場，製作青花瓷器。雖然清初的遷界令窰場一度荒廢，但遷界令放寬後，又慢慢恢復過來。康熙十三年（1674年），南遷至大埔的客家馬氏族人，向泰亨文氏購買窰場。至清朝中、後葉，碗窰村的陶瓷事業已甚具規模。產品行銷至江門一帶，一度有「海濱瓷都」之稱。但民國成立後，受到沿海各縣窰場的廉價品競爭，碗窰村的陶瓷事業逐漸式微，並於1932年停產。

## 考古發現
1995年和1999年，考古學家區家發在窰場遺址發現了各項陶瓷製作工序的遺跡，包括礦坑、礦洞、水碓作坊、碾磨作坊、淘洗池、製坯作坊和龍窰等，十分齊全。
1983年有見大埔碗窰是香港重要的文化遺產，香港政府將其訂為法定古蹟。
碗窰遺址總面積超過五公頃，但只有1,500平方米被劃為法定古蹟。文物無人管理。
公元2010年，碗窰展覽館建成，並對外開放。